# (74385) 1998 XH21
(74385) 1998 XH21 – planetoida z pasa głównego asteroid okrążająca Słońce w ciągu 5,23 lat w średniej odległości 3,01 j.a. Odkryta 10 grudnia 1998 roku.